# حسيناغا ساديقوف
حسيناغا علي عسكر أوغلي ساديقوف (بالأذرية: Hüseynağa Sadıqov) (21 مارس 1914، باكو - 23 فبراير 1983، باكو) ممثل مسرحي سينمائي أذربيجاني، فنان الشعب في جمهورية أذربيجان الاشتراكية السوفيتية. عمل ممثلا في مسرح المتفرجين الشباب في أذربيجان.

## حياته
ولد حسيناغا ساديقوف في 2 مارس عام 1914 في باكو. من عام 1931، لعب الممثل في مسرح المتفرجين الشباب في أذربيجان. شغل خلال خمسين سنة في هذا المسرح. بدأ إبداعه من صورتان «خوروز بابا» و«بيري بابا».
أدواره المفضلة كانت سيليم من مسرحية «أناجان»، تروفالدينو من «خدم اثنين من الأسياد».
حصل حسيناغا ساديقوف على جائزة «كومسومول لينين» على دورميرباشا.
كما حصل على ميداليات "للشجاعة" و "للدفاع عن القوقاز" و "للانتصار على ألمانيا في الحرب الوطنية العظمى 1941-1945.
في 1 يوليو عام 1956 حصل حسيناغا ساديقوف على لقب الفنان المكرم في جمهورية أذربيجان الاشتراكية السوفيتية، وفي 9 فبراير 1979 - لقب فنان الشعب في جمهورية أذربيجان الاشتراكية السوفيتية.
توفي حوسيناغا ساديقوف في باكو في 23 فبراير 1983.
احتفل مسرح الموسيقي الأكاديمي الحكومي أذربيجاني بالذكرى السنوية 105 لـحسيناغا ساديقوف في مارس 2019.

## الوصلات الخارجية
https://www.youtube.com/watch?v=O3b90tFNQEg